# グルノーブル
グルノーブル（Grenoble）は、フランスの南東部に位置する都市。イゼール県の県庁所在地であり、パリからの所要時間は直通のTGVで約3時間である。リヨンからは約100kmで、フランス国鉄のTERにより結ばれている。

## 地理

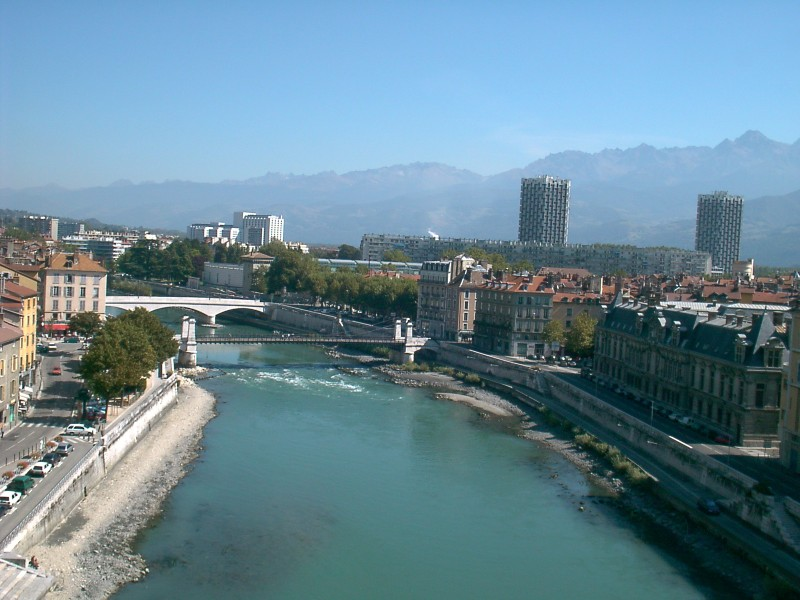
グルノーブル市街地を流れるイゼール川

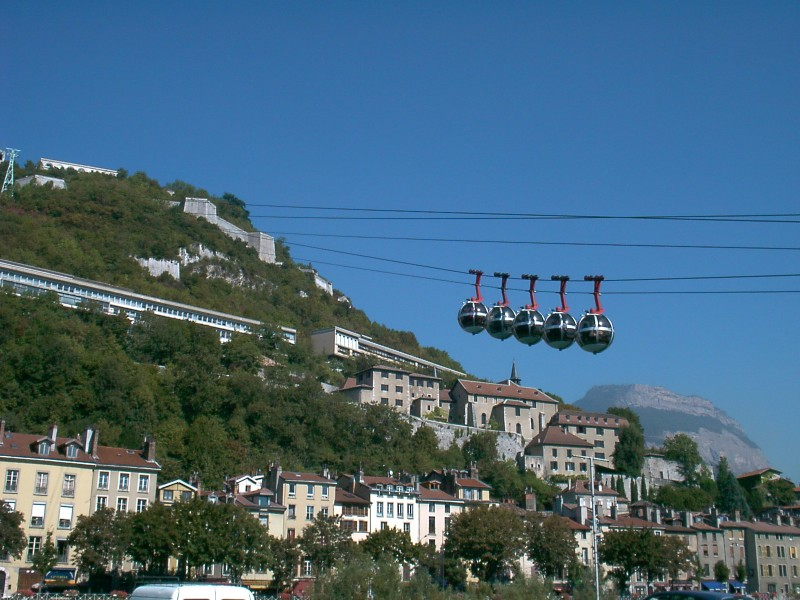
バスティーユ城砦（左）とロープウェイ

アルプス山脈の麓、イゼール川沿いに位置し、周囲を大きな岩山で囲まれている。岩山を刳り貫いたバスティーユ城砦へは、イゼール川を跨ぐロープウェイで行くこともできる。

## 歴史
現在のグルノーブルは、3世紀にケルト系のアッロブロゲース族が居住していた時には"Cularo"という名前であった。380年にグラティアヌスがこの地を訪れた後には"Gratianopolis"という名前で知られるようになる。ローマ帝国の崩壊後、この都市はブルグント王国の支配下に入り、その後フランク王国のクロタール1世によって征服された。

## スポーツ
- 1968年2月に、第10回冬季オリンピックが開催された。
- 1979年7月-8月に、第2回ハンググライダー世界選手権が開催された[1]
- シャモニー＝モン＝ブランなど、周辺に多くのスキー場があり、国鉄駅隣のバスターミナルから各スキー場へ行くことができる。
- フランスサッカーリーグに所属するグルノーブル・フット38は、松井大輔が2009年6月から2011年6月まで在籍。大黒将志が以前に在籍していた事がある。
2007年1月に中京大中京の伊藤翔が入団し、2010年まで所属していた。大分トリニータの梅崎司も伊藤翔と同時期にレンタル移籍したが、完全移籍が叶わず2007年5月に大分トリニータに復帰した。
- 2019年6月にはグルノーブルにあるスタッド・デ・アルプで2019 FIFA女子ワールドカップが開催され、5試合が行われた。
- 例年10月下旬頃、グルノーブル6日間レースが開催される。
- ツール・ド・フランスのアルプス山脈超えステージの起点として、コースに組み入れられる年度がある。

## 学術
高等教育機関や研究機関が多い。
- グルノーブル第一大学（UJF）
- グルノーブル第二大学（UPMF）
- グルノーブル第三大学（Stendhal）
- グルノーブル政治学院（IEPG）
- グルノーブル理工科学校（INPG）
- グルノーブル経営学校（EMG）
- フランス国立情報学研究所（INRIA）
- グルノーブル原子力研究センター
- 原子力・代替エネルギー庁（CEA）
- ヨーロッパシンクロトロン放射光施設（ESRF）

2016年より、グルノーブル第一大学・グルノーブル第二大学・グルノーブル第三大学は統合され、現在はグルノーブルアルプス大学　(Université Grenoble-Alpes) となった。

## 姉妹都市
| - カタニア、イタリア、1961年 - インスブルック、オーストリア、1963年 - エッセン、ドイツ、1976年 - ハレ、ドイツ、1976年（締結当時は、「ドイツ民主共和国」、即ち旧東独） - キシナウ、モルドバ、1977年 - オックスフォード、イギリス、1984年 - レホヴォト、イスラエル、1984年 - フェニックス、アメリカ合衆国、1990年 | - ペーチ、ハンガリー、1992年 - シュテンダール、ドイツ、1992年 - カウナス、リトアニア、1997年 - スファックス、チュニジア、1998年 - コンスタンティーヌ、アルジェリア、1999年 - コラート、イタリア、2002年 - つくば、日本、2013年 - 桃園、中華民国、2018年 |

## 関係者

### 出身者
- ジャック・ド・ヴォーカンソン：技術者。からくり人形・自動人形で有名。
- エティエンヌ・ボノ・ドゥ・コンディヤック：18世紀の哲学者
- アントワーヌ・バルナーヴ：フランス革命期の政治家
- スタンダール：小説家
- アンリ・ファンタン=ラトゥール：画家
- アンドレ・ザ・ジャイアント：プロレスラー
- ミス・キトゥン：ミュージシャン
- ブルーノ・サビー：ラリードライバー。1992年パリ・ダカールラリー総合優勝

### 居住その他ゆかりある人物
- ジャクリーン・ケネディ・オナシス：元米大統領夫人。パリ大学とグルノーブル大学に留学していた。フランス系の血を引く。
- フランソワーズ・サガン：小説家。グルノーブルの学校に通い、周辺に居住。
- フロランス・ドゥヴアール：元ウィキメディア財団理事長。ヴェルサイユ生まれ、グルノーブル育ち。
- 近藤健彦：日本の大蔵官僚、浜松学院大初代学長。グルノーブル大法学経済学修士課程に留学。
- 村田吉隆：日本の大蔵官僚、元国家公安委員会委員長。グルノーブル大法学経済学修士課程やENAに留学。
- 舛添要一：東大教養学部助教授、タレント、元政治家。グルノーブル大で語学研修受講。
- 松井大輔：サッカー選手、元日本代表。#スポーツを参照

## ギャラリー

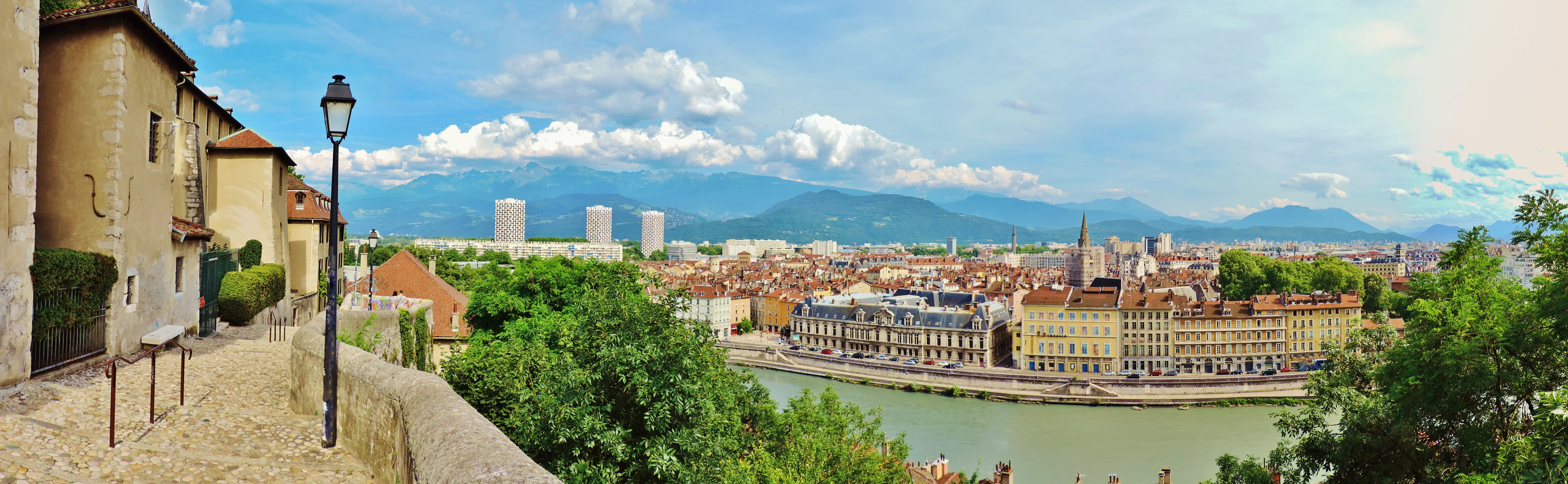
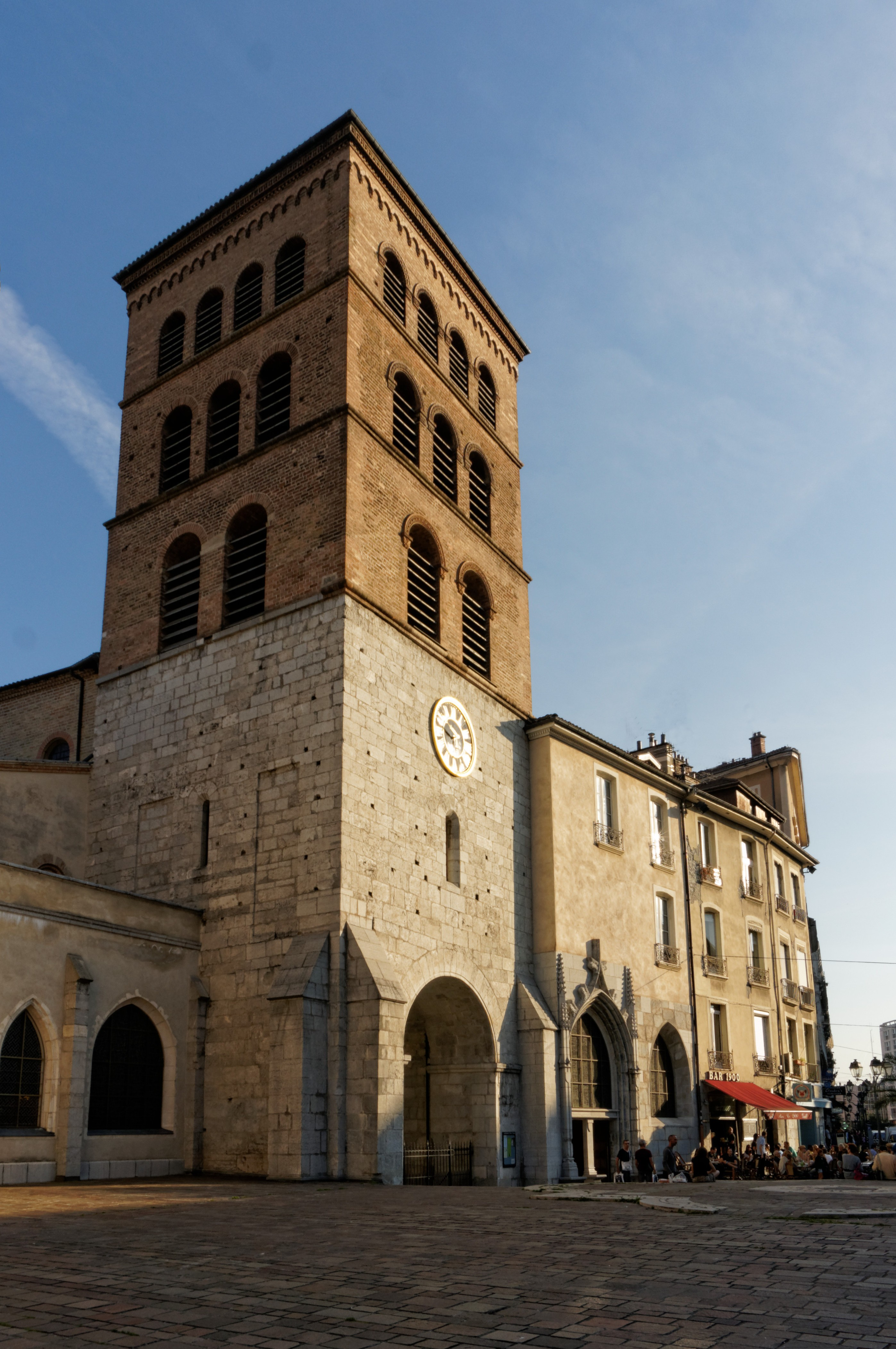
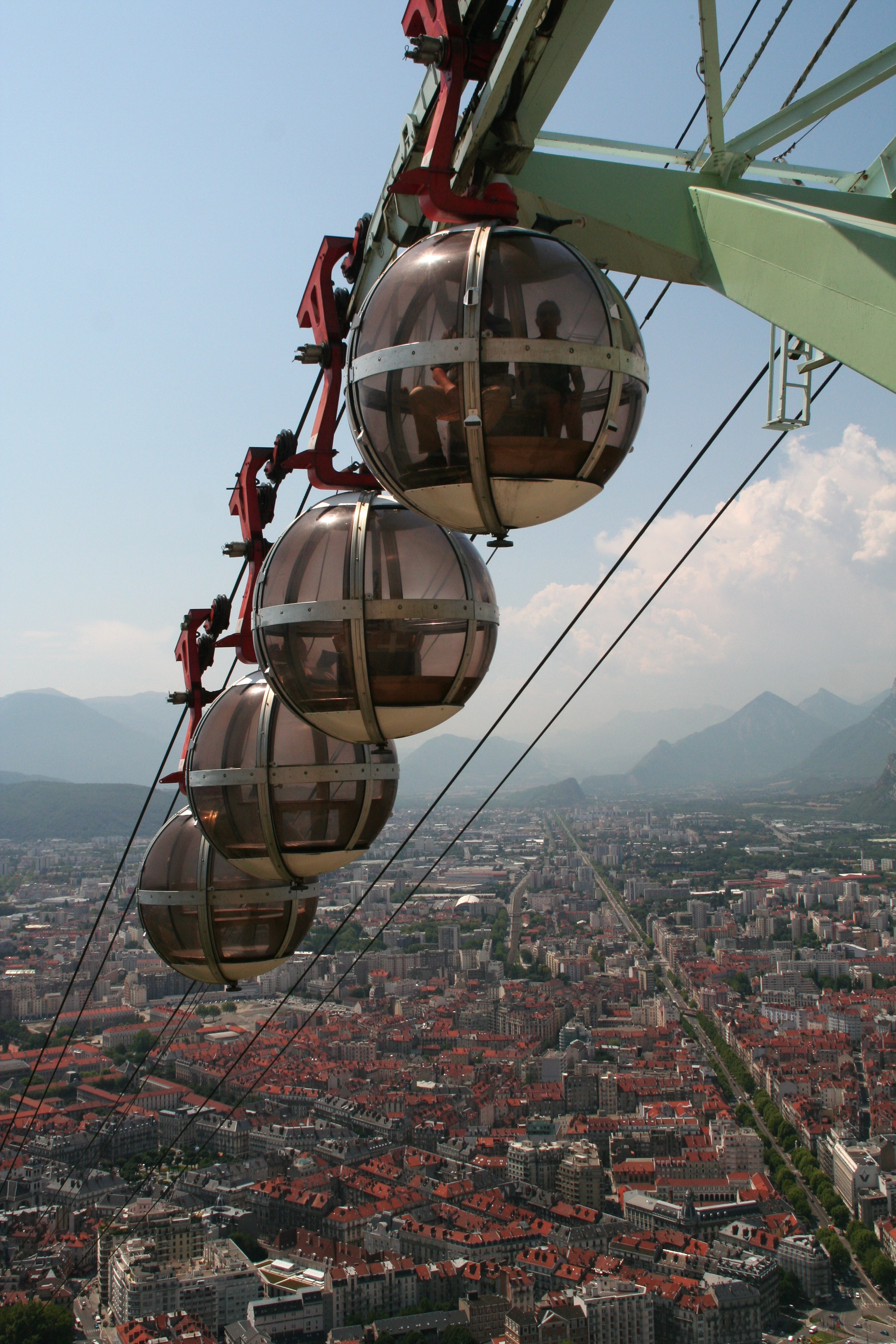
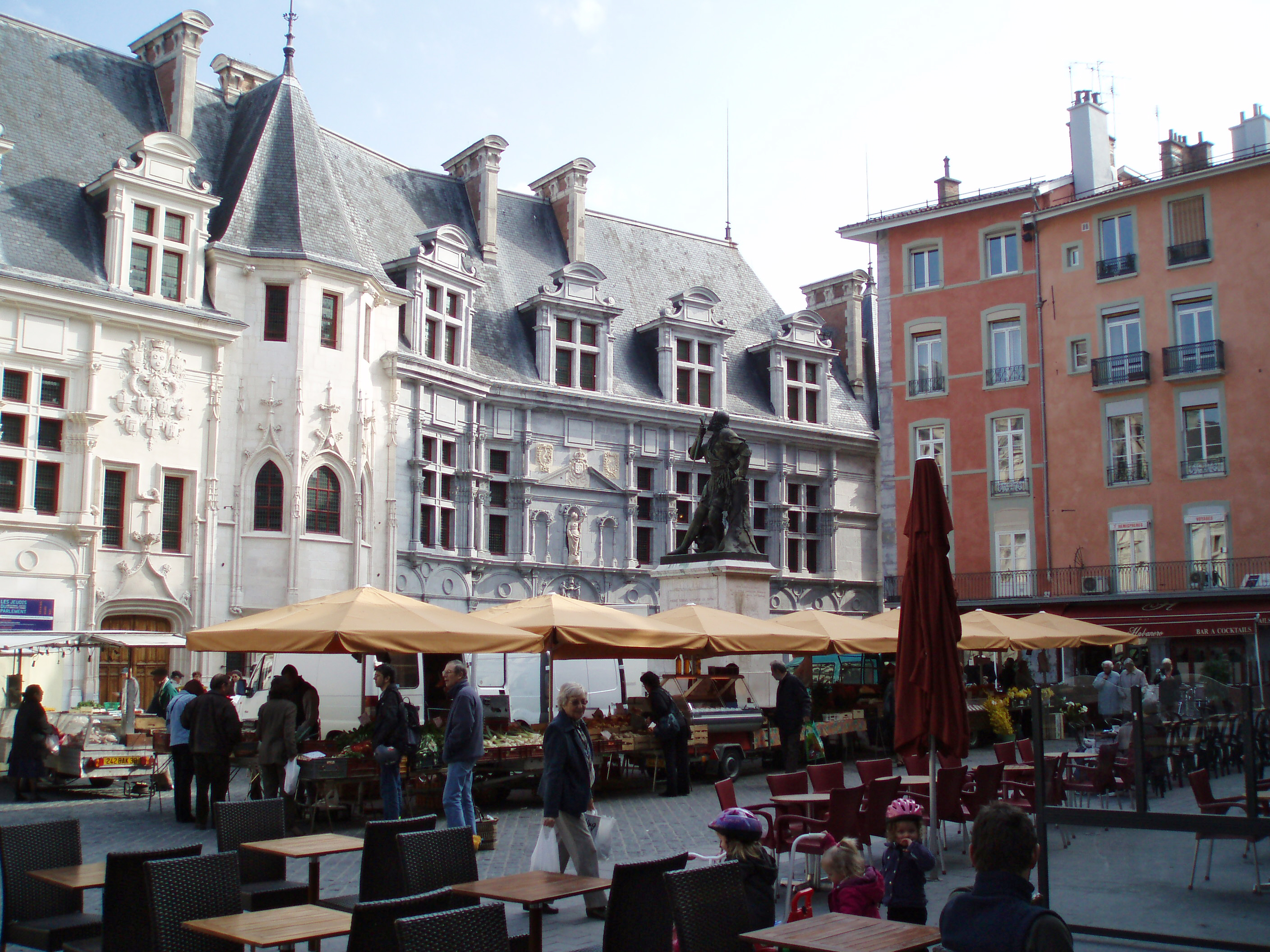
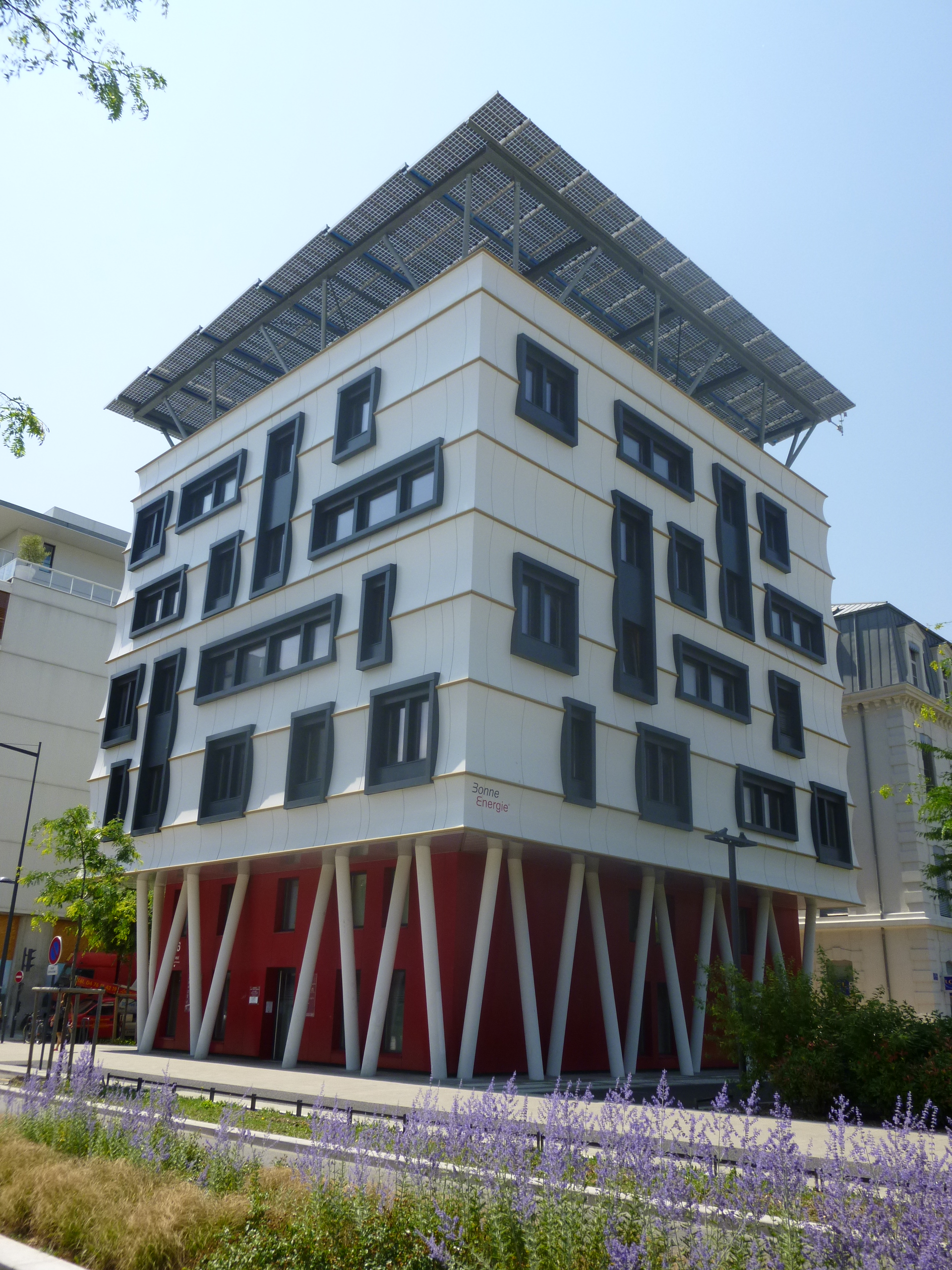
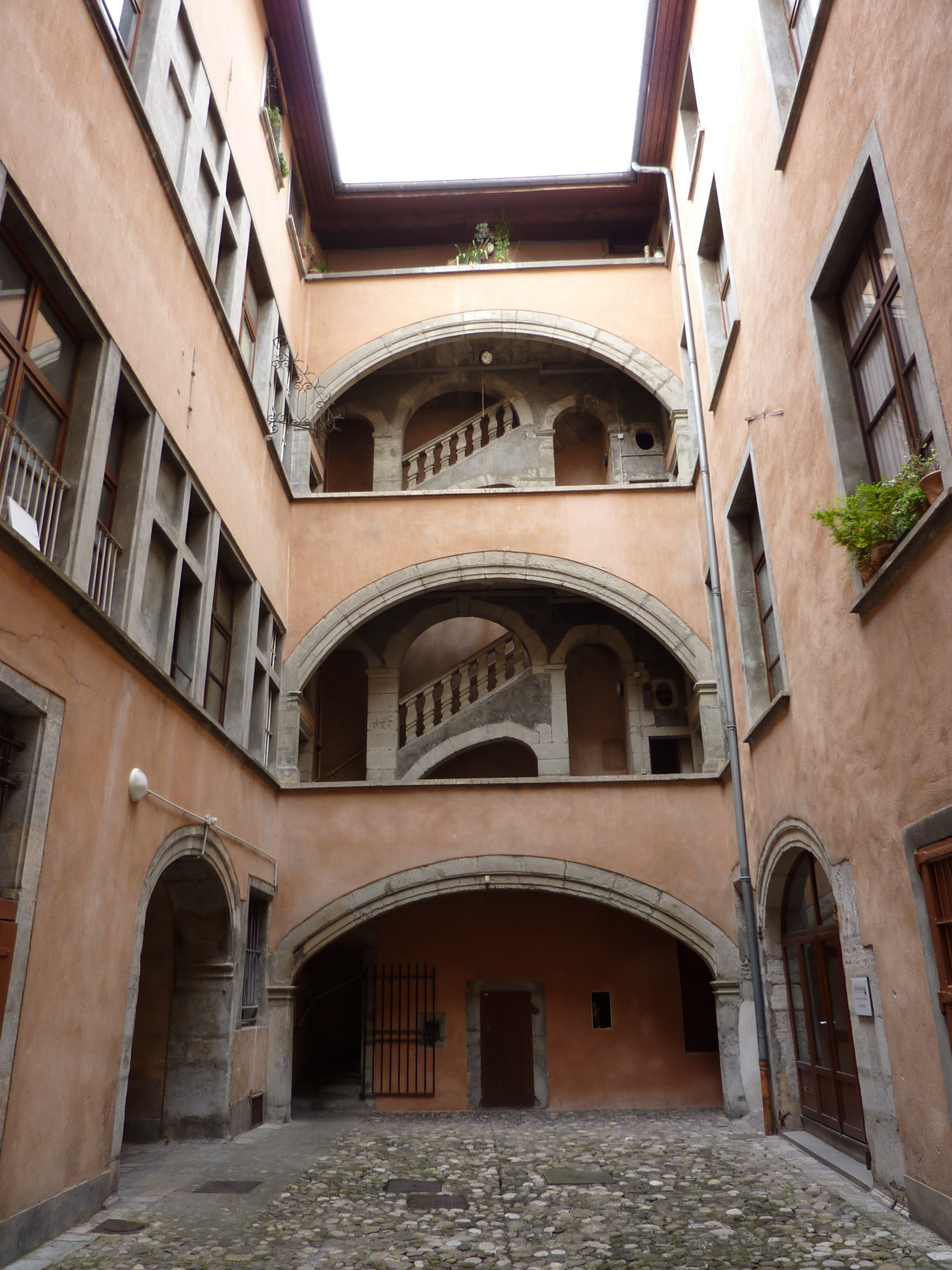